# Gruppo 630
La série de locomotives italiennes Gruppo 630 des Ferrovie dello Stato numéros 1 à 100 sont des locomotives à vapeur de disposition Mogul à moteur compound mises en service de 1906 à 1908. Elles donneront naissance à la série Gruppo 640, à simple expansion et surchauffe, qui supplantera les Gr. 630.

## Historique
Dès leur création en 1905, les Ferrovie dello Stato (FS), manquaient de locomotives capables de remorquer des trains de voyageurs rapides. La plupart des locomotives héritées des anciennes compagnies n'avaient que deux essieux moteurs ; les locomotives, de disposition ten wheel, Gr. 660 (it) et 670 étant lourdes et peu puissantes, ils mirent à l'étude une nouvelle génération de locomotives unifiées.
Giuseppe Zara, qui avait conçu les locomotives Gruppo 600 (it), très réussies mais destinées à des trains plus lents en raison de leurs roues plus petites, s'inspira de se modèle pour créer en 1905 les locomotives Gruppo 630. Comme leur modèle prédécesseur, il s'agissait de locomotives compound, mais dotées de grandes roues (1 850 mm) pour remorquer des trains rapides.
Contrairement aux locomotives pour trains rapides de la génération précédente, dotées d'un bogie pour circuler à grande vitesse, ces locomotives, ainsi que des locomotives Gr. 600, elles étaient pourvues d'un bogie-bissel Zara. Ce bogie-bissel, où l'essieu porteur savant est solidaire du premier essieu moteur, améliore fortement l'inscription en courbe et la stabilité par rapport à un bissel classique et permet de se passer d'un bogie traditionnel, plus lourd, et plus encombrant et susceptible de diminuer le poids adhérent (poids porté sur les essieux moteurs).
Les locomotives Gr. 630, construites en 100 exemplaires de 1906 à 1908, firent leurs preuves en tête de trains rapides. Plusieurs de ces modèles avaient été fabriqués par des constructeurs étrangers (belges ou allemands).
En Allemagne, le constructeur Schwartzkopff (Berliner Maschinenbau), proposa à ses commanditaires de réaliser 24 exemplaires d'un modèle modifié, tirant parti de la surchauffe, nouvellement mise au point en Allemagne par Wilhelm Schmidt. Contrairement aux Gr. 630, ces locomotives disposaient d'un surchauffeur Schmidt, disposé entre les tubes et avaient deux cylindres à simple expansion au lieu de quatre cylindres compound. La pression de la chaudière était de 14 kg/cm2 au lieu de 14.
Ce nouveau modèle, appelé Gruppo 640, se montra plus pratique à l'usage : après des essais comparés en Allemagne avec des locomotives Gr. 630, le nouveau modèle affichait des performances similaires tout en étant plus économe en combustible, plus simple à conduire et entretenir. En conséquence, la grande majorité des locomotives italiennes construites à partir de 1910 reprenait la disposition simple expansion à surchauffe des Gr. 640.
Les dernières locomotives Gr. 630 furent livrées en 1908 tandis que les Gr. 640 furent construites, en 169 exemplaires, de 1907 à 1911.

## Service
À leur arrivée, elles étaient engagées sur des trains rapides. La généralisation des locomotives, plus puissantes, Gruppo 680 et 685 entraîna leur relégation vers des services secondaires.
Concurrencées par les Gr. 640, elles seront radiées plus tôt que leurs cadettes.

## Transformations
Dans les années 1930, 15 locomotives Gruppo 630 furent mises au type "640" par l'ajout de la surchauffe et le remplacement des cylindres compound par deux cylindres à simple expansion. À la même époque, le même type de conversion vit des locomotives Gruppo 600 converties en Gruppo 625 et des Gruppo 680 converties en Gruppo 685.
- toutes ces locomotives transformées furent dotées d'une distribution Caprotti au lieu de la distribution Walschaerts, ce qui améliorait leur performances ;
- elles furent désignées 640.300, numérotées entre 305 et 379 (en reprenant les derniers chiffres du matricule d'origine ;
- toutefois, seules 15 Gr. 630 furent converties de la sorte et la maintenance plus complexe de ces machines entraîna leur réforme plus précoce que les autres Gr. 640.

## Préservation
Contrairement aux Gruppo 640, dont de nombreux exemplaires sont préservés statiques voire en état de marche, aucune 630 et 640.300 n'a échappé à la démolition.